# Szelényi Károly (fotóművész)
Szelényi Károly (Budapest, 1943. április 26. –) fotóművész. Már tizenhárom évesen díjat nyert egy ifjúsági fotókiállításon. A műtárgyfényképezés fogásait a Magyar Nemzeti Galériában működő Petrás Istvánnál, a Petzval József-emlékéremes Berty Imrénél és a társadalmi kérdéseket vizsgáló felvételeiről híres („szociofotós”) Kálmán Katánál sajátíthatta el. Pályáját a műtárgyfényképezés műfajával kezdte, elsősorban művészeti könyvek illusztrátoraként.

## Életpályája
1965-től a nyolcvanas évek közepéig Szelényi Károly a Corvina Kiadó munkatársa volt, később pedig a Kossuth Nyomdáé, illetve a nyomdán belül alakult kiadóé (Officina Nova). 1985-től az F. Szelényi Ház, Veszprém, majd a Magyar Képek Kiadó művészeti vezetője. 1970 és 1986 között tanársegédként fotóművészetet tanított a Moholy-Nagy Művészeti Egyetem elődjén, a Magyar Iparművészeti Főiskolán. 
A Szent Korona és a koronázási jelvények lefényképezésére kapott megbízatása egyik kiemelkedő feladata volt. A második világháború végén külföldre került magyar koronáról korábban alig készült fotográfia, ha igen, akkor fekete-fehér (így Petrás István felvételei 1940 táján). Az 1978 januárjában Cyrus Vance amerikai külügyminiszter vezetésével visszahozott jelvényegyüttesről és koronázási palástról Szelényi Károly készített mindenre kiterjedő, részletes felvételeket (az MTI protokolláris felvételeit után). Szelényi felvételei bemutatták az összes zománcképet, díszítő elemet, technológiai részletet, ezáltal sokkal könnyebbé téve Európa egyik legrégibb uralkodói jelvényeinek a vizsgálatát. Ezek a felvételek több kiállításon is bemutatásra elé kerültek, valamint a fotóművész közvetítésével eljutottak a művészettörténészek egyik legfontosabb nemzetközi képközpontjába, a marburgi egyetem archívumába.
Szelényi 1992-ben Veszprémben egy romos iparos-házból lakóházat és galériát alakított ki, itt csaknem két évtizeden át lokálpatrióta polgár lett. Veszprém megyéről, a Káli-medencéről, Herend porcelánművészetéről, Zircről, Pápáról, Balatonfüredről, a sümegi Maulbertsch-freskókról, a veszprémi érsekségről vagy magáról Veszprém városáról jelentek meg a század vége felé albumai. Könyveiért több alkalommal elnyerte „Az év legjobb fotóillusztrációja” díjat. 
1995-ben a Veszprém megye Érdemrendje, 1998-ban Veszprém város Gizella-díja kitüntetést kapta. 2007-ben Eger városa Pro Agria díjjal tüntette ki. 2008-ban elnyerte Székesfehérvárott a Tiszteletbeli polgár címet. 2010-ben Budapest Főváros Budapestért díjjal tüntette ki. 2003-ban a Magyar Köztársaság Elnöke, elsősorban műtárgy- és tájképet megjelenítő fotóművészeti munkásságáért, oktató-nevelő tevékenysége elismeréseként a Magyar Köztársasági Érdemrend Lovagkeresztje kitüntetésben részesítette. Ugyanebben az évben a Magyar Tervezőgrafikusok és Tipográfusok Társasága pedig a Goethe emlékév pályázatára benyújtott műveiért a társaság különdíját nyerte el.
Első önálló fotóalbuma Táj változó fényben – Balaton és vidéke címmel Közép-Európa legnagyobb tavának eltűnőfélben levő hangulatát ragadja meg a táj és az ember alkotta környezet összhangjában, vizuális közhelyek nélkül (1978). Ezt számos városportré, illetve az országot és vidékeit bemutató fotóalbum követte hasonló felfogásban, több nyelven: Tokajról, Gyöngyösről, Egerről, Székesfehérvárról, Pécsről, illetve a magyar főváros különleges értékű részeiről, korszakairól. E könyvekben a fotóművész nem egyszerűen illusztrátorként, hanem tudósok és írók alkotótársaként, képalkotó művészként mutatkozik meg. Az idegenforgalmi indítékú, tájakról, borvidékekről, hazai ételekről szóló kiadványok mellett a magyar történelem és művelődés részleteit, külföldi tájakat, egyes magyar művészeket bemutató könyvek a legfontosabbak. Jelentős részük nem csupán magyarul, hanem németül, angolul, franciául, olaszul és még számos nyelven is megjelent.

## Művei

### Önállóan, társszerző nélkül írt könyvek
- A fényképezés. Corvina 1977
- Színek – a fény tettei és szenvedései, Goethe színtana a mindennapokban, Veszprémi Művészetek Háza–Magyar Képek, 2012
- Farben – die Taten des Lichts. Goethes Farbenlehre im Alltag. Seemann Verlag, Leipzig, 2012

### Társszerzővel írt, illetve illusztrált könyvek, albumok
- Tasnádiné Marik Klára: A bécsi porcelán. Corvina, 1971, 1975
- Weiner Mihályné: Ónművesség. Corvina, 1971
- Aragon, Louis (bev.): Chagall. Corvina, 1973
- Diehl, Gaston: Vasarely, 1973, 1976
- Mucsy András: Az Esztergomi Keresztény Múzeum Képtárának katalógusa. Corvina, 1975
- Mojzer Miklós: MS mester passióképei az esztergomi Keresztény Múzeumban. Magyar Helikon-Corvina, 1976
- G. Aggházi Mária: Olasz és spanyol mesterek szobrai. Corvina-Magyar Helikon, 1977
- Radocsay Jenő: Középkori falképek Magyarországon. Corvina, 1977
- Keresztury Dezső: Balaton és vidéke–Táj változó fényben. Corvina, 1978, 1980
- Gergely Tibor: Lesznai Képeskönyv. Lesznai Anna írásai, képei és hímzései. Corvina, 1978
- Haiman György: A Kner család és a magyar könyvművészet. Corvina, 1979
- Székely András–Körber Ágnes: Farbiges Moskau, Schroll, Wien-München, 1980
- Kovács Éva–Lovag Zsuzsa: A magyar koronázási jelvények, Corvina, 1980, több kiadás
- Lázár István: Tokaj– Táj változó fényben. Corvina, 1981
- Kovács Éva: A Mátyás-kálvária. Helikon–Corvina, 1983
- Zsadova, Larissza Alekszejevna (szerk.): Tatlin. Corvina, 1984, 1988
- Pécs és Baranya, Officina Nova, 1985
- Lázár István–Székely András: Magyarország, Képzőművészeti Kiadó, 1986
- Ungarn mit 160 Bildern und einem Poster (a németen kívül angolul, olaszul, spanyolul és franciául is), Merhavia, 1986, 1988, 1991
- Kovács Péter: Mathias Braun. Művészet kiskönyvtára. Corvina, 1986
- Lázár István: Eger – Hevesi Képek. Képzőművészeti Kiadó, 1987
- Zhadova, L. A.: Tatlin, Thames and Hudson, 1988
- Planner-Steiner, Ulrike: Grinzing - Landschaft unter dem Kahlenberg. Officina Nova, 1988
- Raj Tamás: Békét Izraelnek. F. Szelényi Ház, Veszprém, 1988
- Balázs Györggyel: Magyarok – egy európai nemzet születése, Novotrade, 1990, Corvina, 1992, 2002
- Everding, August: Bottrop – persönlich. Verlag, Németország, 1990
- Kresz Mária: Magyar fazekasművészet. -Forum, 1991
- Hann Ferenc– Frank János: Péreli. Berta, 1992
- Kovács Péter: A barokk Székesfehérvárott. Képek, 1992
- Lengyel László: A barokk Eger és Heves megye. . Szelényi Ház, 1992
- Tatay Sándor (válogatás írásaiból): Balaton-felvidéktől a Bakonyaljáig. . Szelényi Ház, 1992
- Somogyi Győző: Káli-medence. . Szelényi Ház, 1992 (magyarul, angolul és németül egy kötetben)
- Vadas József: Herend, manufaktúra a 20. Században. F. Szelényi Ház, 1992, 1996
- Ilon Gábor–Nádasdy Lajos–Heitler László: Pápa. . Szelényi Ház, 1993
- Nagy Gergely: Kertvárosunk, a Wekerle. . Szelényi Ház, 1994
- Koós Judith: Ráday Gedeon könyv- és műgyűjteménye. Aszódi Petőfi Múzeum, 1994
- Bodosi György: Balatonfüred. . Szelényi Ház, 1995
- Gabor, Andre: Chicago. . Szelényi Ház, 1995
- Tóth Endre: A magyar Szent Korona. Királyok és koronázások. F. Szelényi Ház, 1996
- Koós Judith: Református templomok Budapesten. Bíró, 1996
- Hudi József–Dercsényi Balázs–Praznovszky Mihály–Patka László: Veszprém városalbum.  Szelényi Ház, 1996, 1997, Magyar Képek, 2000
- Csopak. F. Szelényi Ház, 1996
- Csizmadia László (szerk.): Egri borok könyve. . Szelényi Ház, 1997
- Nagy Gergely: Budapesti vásárcsarnokok a századfordulótól napjainkig. F. Szelényi Ház, 1997, 2002, Magyar Képek, 2005
- Nagy Gergely: Európai kertvárosok – Wekerle-telep. . Szelényi Ház–Magyar Képek, 1997
- Jonas, Stéphane: Cités-Jardins de l’Europe – La Faubourg-Jardin du Stockfeld à Strasbourg.  F. Szelényi Ház, 1997, Magyar Képek, 2010
- Keresztury Dezső: Balaton–Táj változó fényben. Képek, 1998
- Nagy Gergely: A Budapesti Központi Vásárcsarnok. Képek, 1999
- Péreli (válogatás katalógus stb.-szövegekből), Tahi Art Stúdió–Magyar Képek, 1999
- Tóth Endre: A Magyar Szent Korona: királyok és koronázások, Kossuth, 1999, 2000
- Raj Tamás, Szelényi Károly:  Hol volt az Éden kertje?Izrael szentföldi tájai, Athenaeum, 2000
- Tilhof Endre: Ajka. Képek, 2000
- Kovács Péter: Székesfehérvár rejtett kincse. Magyar Képek, 2001
- Póczy Klára: A magyarok ezer esztendeje Rómában. Magyar Képek, 2001
- Kratochwill Mimi: Czóbel Béla élete és művészete. Képek, 2001
- Raj Tamás: Zsidó tárgyak művészete. Makkabi, 2002
- Bardoly István (szerk.): A magyar királyok koronázó palástja. Iparművészeti Múzeumot Támogató alapítvány, 2002
- Feledy Balázs–Nagy Gergely– Póczy Klára: Budapest Belváros. Kossuth, 2002
- Csizmadia László (szerk.): Mátraalji borok könyve. Képek, 2002
- Csizmadia László (szerk.): Az Egri bikavér. Képek, 2002
- Csizmadia László (szerk.): Gomba és bor. Képek, 2002
- Vadas, József–Varga, Vera: Herend. Képek 2002 (német, angol és francia kiadás)
- Érszegi Géza (szerk.): Sigilla regum, reges sigillorum – ályportrék az Országos Levéltár gyűjteményéből, 2002
- Veressné Deák Éva (szerk.) Veress Pál. Képek–Körmendi Galéria, 2003
- Póczy Klára, Szelényi Károly: Aquincum, Budapest római kori történelmi városmagja. Enciklopédia, 2004
- Fűköh Levente–Rákóczi Jánosné: Gyöngyös. Képek, 2004, 2009
- B. Gál Edit: Gyöngyös városkalauz. Képek, 2005 (magyar, angol, német egy kötetben)
- Nagy Gergely: Budapesti vásárcsarnokok. Magyar Képek, 2005
- Baska József állítása az Ernst Múzeumban. Montázs Stúdió, 2005
- Marosi, Ernő (szerk.):  Art Treasures in the Palace of the Hungarian Academy of Sciences. Képek, 2006
- Illyés Endréné Ötvös Tünde (szerk): Fehérvári Babaház – Moskovszky Gyűjtemény. Magyar Képek, 2007
- Petőfi Sándor: János vitéz Péreli Zsuzsa illusztrációival. Magvető, 2007
- Dercsényi Balázs–Marosi Ernő: Templomok Magyarországon. Officina ’96, 2008
- Nagy Gergely. Szelényi Károly: Kertváros-építészet. Magyar Képek, 2008
- Semsey Réka: Élet–Kép–Regény. Péreli Zsuzsa életmű-kiállítása az Iparművészeti Múzeumban. Kogart, 2008
- Székely András: Embergyújtotta láng – Fejezetek a gézipar kultúrtörténetéből. Magyar Képek, 2009
- Papp Gábor György (szerk.): Épített örökség a magyar tudomány szolgálatában. Magyar Tudományos Akadémia, 2010